# Never Stop Doing What You Love
Never Stop Doing What You Love (рус. Никогда не прекращай делать то, что ты любишь) — не предназначенный для продажи (англ. not-for-resale) сборник разных песен Пола Маккартни и группы Wings, созданный для сотрудников и клиентов финансовой корпорации Fidelity Investments — компании, работающей в индустрии финансовых услуг. Альбом был издан в 2005.

## Об альбоме
Бывший «битл» стал новым споуксменом гигантского фонда в 2005 в рекламной кампании тура по США и Канаде Маккартни и его аккомпанирующей группы, названной «This Is Paul» (рус. Это Пол), и диск был выпущен в рамках этой кампании. В день выпуска альбома сотрудники компании ознакомились с заранее записанным специальным сообщением Маккартни, в котором он сказал, что «У меня и Fidelity есть много общего», и призвал их «никогда не прекращайте делать то, что вы любите». Маккартни был заметно раскритикован за то, что он, будучи знаменитостью, несколько более, чем принято, нахваливал Fidelity Investments, — что некоторые сочли вульгарной попыткой Пола увеличить своё и так уже немалое состояние.
Треки для альбома были выбраны Маккартни и руководящими сотрудниками Fidelity, которым были предоставлены права на каталог творческого наследия Маккартни.

### Оформление альбома
На обложке изображен Пол Маккартни со своей знаменитой бас-гитарой Höfner «Beatle». Верхняя сторона компакт-диска оформлена в виде виниловой грампластинки.

## Список композиций
Все песни написаны Полом Маккартни. Все песни исполнены Полом Маккартни, кроме указанных особо.
| №   | Название                      | В исполнении          | Длительность |
| --- | ----------------------------- | --------------------- | ------------ |
| 1.  | «Another Day»                 |                       | 4:42         |
| 2.  | «Jet»                         | Пол Маккартни и Wings | 4:06         |
| 3.  | «Let 'Em In»                  | Wings                 | 5:08         |
| 4.  | «With a Little Luck»          | Wings                 | 3:12         |
| 5.  | «Live and Let Die»            | Пол Маккартни и Wings | 3:12         |
| 6.  | «Listen to What the Man Said» | Wings                 | 3:54         |
| 7.  | «My Love»                     | Пол Маккартни и Wings | 4:07         |
| 8.  | «Take It Away»                |                       | 4:02         |
| 9.  | «No More Lonely Nights»       |                       | 4:38         |
| 10. | «Silly Love Songs»            | Wings                 | 5:52         |
| 11. | «Put It There»                |                       | 2:06         |
| 12. | «Once Upon a Long Ago»        |                       | 4:13         |
| 13. | «The World Tonight»           |                       | 4:03         |
| 14. | «Bluebird»                    | Пол Маккартни и Wings | 3:20         |
| 15. | «Calico Skies»                |                       | 2:29         |